# Tectoporus aberrans
Tectoporus aberrans är en mångfotingart som beskrevs av Sergei I. Golovatch 1996. Tectoporus aberrans ingår i släktet Tectoporus och familjen orangeridubbelfotingar. Inga underarter finns listade i Catalogue of Life.